# Ryan O’Neal
	Charles Patrick Ryan O’Neal (ur. 20 kwietnia 1941 w Los Angeles, zm. 8 grudnia 2023 w Santa Monica) – amerykański aktor filmowy i telewizyjny oraz bokser. Nominowany do Oscara dla najlepszego aktora pierwszoplanowego i Złotego Globu jako najlepszy aktor dramatyczny za rolę Olivera Barretta IV w melodramacie Love Story (1970).

## Życiorys

### Wczesne lata
Urodził się w Los Angeles w Kalifornii jako syn aktorki Patricii Ruth Olgi (z domu Callaghan; 1907–2003) i irlandzko-amerykańskiego scenarzysty filmowego Charlesa Eldridge’a O’Neala (1904–1996). Jego babka ze strony matki była Żydówką pochodzenia niemieckiego i polskiego, dziadek ze strony matki był Irlandczykiem, a ojciec miał korzenie irlandzkie i angielskie.
Wychowywał się z bratem Kevinem. Po ukończeniu University High School, w latach 1956–1957 był uznanym bokserem amatorem, który brał udział w turniejach Golden Gloves. Znalazł zatrudnienie jako ratownik i kaskader. W 1959 ukończył amerykańską wojskową szkołę średnią w Monachium. Jego ojciec pracował dla znanego Radia Wolna Europa i uczęszczał do Munich American High School.

### Kariera
Karierę aktorską rozpoczął od gościnnego udziału w serialach, m.in. Opowieści wikingów (Tales of the Vikings, 1959), CBS Powszechny elektryczny teatr (General Electric Theater, 1960) z Ronaldem Reaganem czy sitcomie NBC Ojciec kawaler (Bachelor Father, 1961) z Johnem Forsythe oraz jednej z głównych ról jako Rodney Harrington w operze mydlanej ABC Peyton Place (1964-1966).

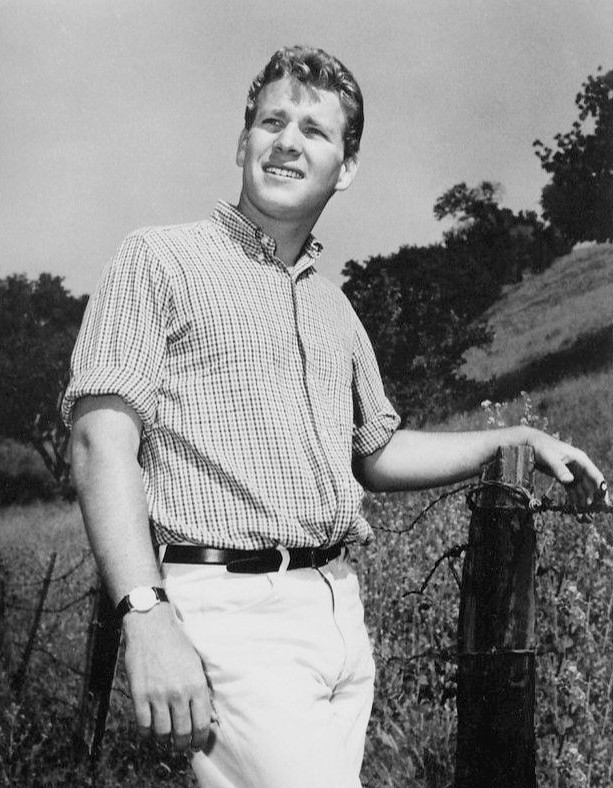
O’Neal (1962)

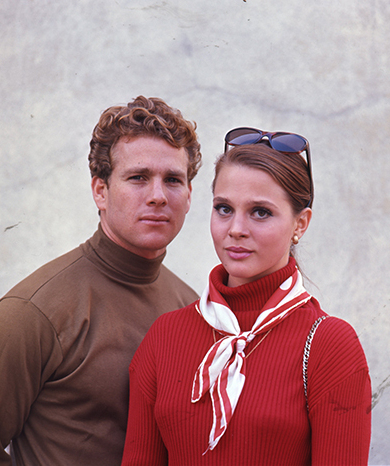
O’Neal z żoną Leigh Taylor-Young (1967)

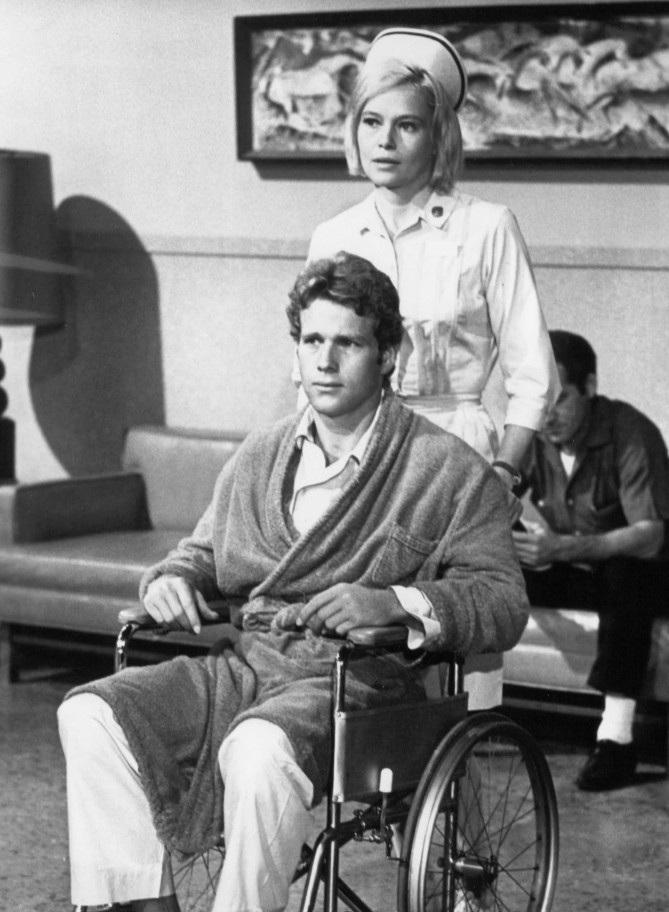
O’Neal w serialu Peyton Place (1968)

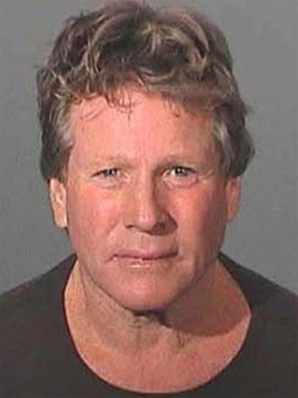
O’Neal (2007)

Swoją pierwszą rolę kinową zagrał w dramacie Nierówna ziemia (This Rugged Land, 1962) w reżyserii Arthura Hillera, który zaangażował go potem do przełomowej roli studenta prawa z Harvardu, syna starej arystokratycznej rodziny, zakochanego w umierającej na białaczkę córce włoskiego emigranta w głośnym melodramacie Love Story (1970). Za tę rolę był nominowany do nagrody Oscara i Złotego Globu. Sukces filmu sprawił, że nakręcono sequel Historia Olivera (Oliver’s Story, 1978), który przeszedł jednak bez echa. Był brany pod uwagę do roli Michaela Corleone w Ojcu chrzestnym, która ostatecznie trafiła do Ala Pacino.
Krytycy chwalili jego nominowaną do Złotego Globu kreację oszusta opiekującego się dziewięcioletnią Addie (za rolę jego córka Tatum O’Neal odebrała Oscara za najlepszą drugoplanową rolę kobiecą) w filmie Petera Bogdanovicha Papierowy księżyc (Paper Moon, 1973). Wcielił się potem w irlandzkiego młodzieńca bez perspektyw, wkradającego się w szeregi XVIII-wiecznej angielskiej arystokracji w melodramacie wojennym Stanleya Kubricka Barry Lyndon (1975). Znalazł się w obsadzie legendarnego dramatu wojennego Richarda Attenborough O jeden most za daleko (A Bridge Too Far, 1977).
W latach 80. jego role kinowe w filmach: Jak świetnie (So Fine, 1981), Partnerzy (Partners, 1982) i Gorączka hazardu (Fever Pitch, 1985), Twardziele nie tańczą (Tough Guys Don't Dance, 1987), przyniosły mu w 1990 roku nominację do antynagrody Złotej Maliny dla najgorszego aktora dekady. Lepiej wiodło mu się na małym ekranie, gdzie zagrał m.in. u boku Farrah Fawcett w roli kochanka morderczyni swoich własnych dzieci we wstrząsającym dramacie ABC opartym na autentycznych wydarzeniach Małe ofiary (Small Sacrifices, 1989) oraz sitcomie CBS Dobre sporty (Good Sports, 1991).
W serialu Gotowe na wszystko (Desperate Housewives, 2005) zagrał ojca Toma Scavo (w tej roli Doug Savant) i teścia Lynette Scavo, Rodneya.
Był na okładkach magazynów takich jak „TV Guide”, „Vanity Fair”, „People” i „Bravo”.
W 2015 O’Neal ponownie spotkał się z Ali MacGraw przy inscenizacji sztuki A.R. Gurneya Listy miłosne.

## Życie prywatne
3 kwietnia 1963 zawarł związek małżeński z aktorką Joanną Cook Moore, z którą miał córkę Tatum (ur. 5 listopada 1963) i syna Griffina (ur. 28 października 1964). Jednak w lutym 1967 rozwiódł się. 28 lutego 1967 poślubił aktorkę Leigh Taylor-Young, poznaną na planie opery mydlanej ABC Peyton Place. 13 marca 1974 r. rozstał się ze swoją drugą żoną, z którą miał syna Patricka (ur. 14 września 1967). W latach 1979–1997 i 2001–2009 był w nieformalnym związku z Farrah Fawcett, z którą miał syna Redmonda (ur. 30 stycznia 1985). Razem z jej przyjaciółką Alaną Stewart był przy łóżku Farrah Fawcett w szpitalu Św. Jana w Santa Monica aż do jej śmierci (zm. 25 czerwca 2009 na raka odbytu), ich syn Redmond przebywał wówczas w więzieniu. 
W 2006 wygrał walkę z białaczką. W 2012 u aktora zdiagnozowano raka prostaty w czwartym stadium. 

### Śmierć
Zmarł 8 grudnia 2023 w Saint John’s Health Center w Santa Monica w Kalifornii w wieku 82 lat. Przyczyną śmierci była zastoinowa niewydolność serca, a jako przyczyna wymieniono kardiomiopatię. O’Neal został pochowany obok Farrah Fawcett w Pierce Brothers Westwood Village Memorial Park and Mortuary w Westwood.

## Wybrana filmografia

### Filmy fabularne
- 1962: Nierówna ziemia (This Rugged Land)
- 1969: Wielki skok (The Big Bounce) jako Jack Ryan
- 1970: Gry (The Games) jako Scott Reynolds, amerykański konkurent
- 1970: Love Story jako Oliver Barrett IV
- 1971: Producenci filmu (The Moviemakers, film krótkometrażowy)
- 1971: Zawadiaki (Wild Rovers) jako Frank Post
- 1972: No i co, doktorku? (What's Up, Doc?) jako Howard Bannister
- 1972: Złodziej, który przybył na obiad[24] jako Webster McGee
- 1973: Papierowy księżyc (Paper Moon) jako Moses „Moze” Pray
- 1975: Barry Lyndon jako Barry Lyndon/Redmond Barry
- 1976: Nickelodeon jako Leo Harrigan
- 1977: O jeden most za daleko (A Bridge Too Far) jako brygadier generał James Gavin
- 1978: Kierowca (The Driver) jako kierowca
- 1978: Historia Olivera (Oliver's Story) jako Oliver Barrett IV
- 1979: Wielkie starcie (The Main Event) jako Eddie „Kid Natural” Scanlon
- 1981: Jak świetnie (So Fine) jako Bobby Fine
- 1981: Zielony lód (Green Ice) jako Joseph Wiley
- 1981: W kręgu dwojga (Circle of Two) jako patron teatralny
- 1982: Partnerzy (Partners) jako sierżant Benson
- 1984: Różnice nie do pogodzenia (Irreconcilable Differences) jako Albert Brodsky
- 1985: Gorączka hazardu (Fever Pitch) jako Steve Taggart
- 1987: Twardziele nie tańczą (Tough Guys Don't Dance) jako Tim Madden
- 1989: Małe ofiary (Small Sacrifices, TV) jako Lew Lewiston
- 1989: Wszystko jest możliwe (Chances Are) jako Phillip Train
- 1992: Mężczyzna na poddaszu (The Man Upstairs, TV) jako Mooney Polaski
- 1995: Pan domu (Man of the House) jako człowiek z latawcem
- 1996: 20 lat... i ani dnia dłużej (Faithful) jako Jack Connor
- 1997: Cięcia (Hacks) jako dr Applefield
- 1997: Spalić Hollywood[25] jako James Edmunds
- 1998: Efekt Zero (Zero Effect) jako Gregory Stark
- 1999: Już nadchodzi (Coming Soon) jako Dick
- 2000: Dżentelmen B. (Gentleman B.) jako Phil – menadżer banku
- 2000: Lista (The List) jako Richard Miller
- 2002: Ludzie, których znam (People I Know) jako Cary Launer
- 2003: Raperzy z Malibu (Malibu's Most Wanted) jako Bill Gluckman
- 2014: Jedność (Unity) jako narrator
- 2015: Knight of Cups

### Seriale tv
- 1959: Opowieści wikingów (Tales of the Vikings)
- 1960: Powszechny elektryczny teatr (General Electric Theater) jako Art Anderson
- 1960: Nietykalni (The Untouchables) jako Bellhop
- 1961: Ojciec kawaler (Bachelor Father) jako Marty Braden
- 1961: The Nanette Fabray Show jako Larry
- 1962: Moi trzej synowie (My Three Sons) jako Chug Williams
- 1962: Imperium (Empire) jako Tal Garret
- 1963: Wirgińczyk (The Virginian) jako Ben Anders
- 1964: Perry Mason jako John Carew
- 1964: Gunsmoke
- 1964-69: Peyton Place jako Rodney Harrington
- 1991: Dobre sporty (Good Sports) jako Bobby Tannen
- 1992: 1775 jako Jeremy Proctor
- 2000: Magia sukcesu (Bull) jako Robert 'Bobby' Roberts II, ojciec 'Ditto'
- 2003: Mów mi swatka (Miss Match) jako Jerry Fox
- 2005: Gotowe na wszystko (Desperate Housewives) jako Rodney Scavo
- 2007: Kości (Bones) jako Max Keenan, ojciec Temperance Brennan
- 2009: Chirurdzy (Grey’s Anatomy) jako pacjent
- 2010–2013: 90210 jako Spence Montgomery, ojciec Teddy’ego Montgomery

## Nagrody i nominacje
Opracowano na podstawie materiału źródłowego:
- 1971  David di Donatello dla najlepszego aktora zagranicznego w filmie Love Story (1970) – wygrana
- 1972  Bravo Otto(inne języki) dla najlepszego aktora – wygrana
- 1971 Oscar dla najlepszego aktora pierwszoplanowego w filmie Love Story – nominacja
- 1971 Złoty Glob dla najlepszego aktora w filmie dramatycznym w filmie Love Story – nominacja
- 1971 Laurel Award za najlepszą rolę męską w dramacie Love Story – nominacja
- 1974 Złoty Glob dla najlepszego aktora w filmie komediowym lub musicalu Papierowy księżyc – nominacja

12 lutego 2021 otrzymał własną gwiazdę w Alei Gwiazd w Los Angeles znajdującą się przy 7057 Hollywood Boulevard.